# 大阪講談協会

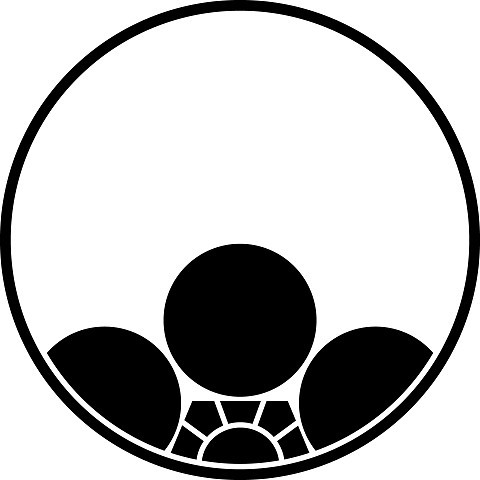
「覗き梅鉢」は旭堂一門の定紋である。

大阪講談協会（おおさかこうだんきょうかい）は、上方講談の講談師が組織する団体である。会長は4代目旭堂南陵。

## 沿革
戦後、上方落語以上に衰退著しい上方講談は、江戸講談の系譜に連なる2代目旭堂南陵と2代目旭堂小南陵父子のみの状態となった。そのような中で、1965年11月に2代目旭堂南陵が没し、2代目小南陵は3代目旭堂南陵を襲名した。1976年、3代目南陵はみずからの一門を「上方講談協会」と称し、1979年には正式に上方講談協会を創設して初代会長に就任した。その後、上方講談協会の会員は増加したものの、2003年に協会内で内紛が勃発し、3代目旭堂小南陵らが同協会から除名され、「大阪講談協会」を創設した。
2017年、旭堂南鱗以下、三代目南陵一門が上方講談協会を離脱し、「なみはや講談協会」を設立した。2020年7月30日、会長として牽引してきた4代目南陵が70歳で死去した。

## 会員
- 旭堂南慶
- 旭堂みなみ
- 旭堂南照
- 旭堂南桜
- 旭堂南鈴
- 旭堂南遊
- 旭堂南明
- 旭堂南風
- 旭堂南璃
- 旭堂南和

### 過去の会員
- 4代目旭堂南陵（会長、故人）
- 5代目旭堂小南陵
- 4代目玉田玉秀斎
- 旭堂南春